# Universitat París 13
La Universitat Sorbonne Paris Nord és una universitat situada al nord de París. Compta amb cinc campus, repartits pels dos departaments de Seine-Saint-Denis i Val-d'Oise: Villetaneuse, Bobigny, Saint-Denis, Plaine Saint-Denis i Argenteuil. La Universitat Sorbonne Paris Nord acull més de 24.000 estudiants en formació inicial o continuada, en tots els camps: salut, medicina i biologia humana, literatura, idiomes, ciències humanes i socials, dret, ciències polítiques i socials, ciències socials, comunicació, economia i gestió.